# 奧克維爾 (加利福尼亞州)
奧克維爾（英語：Oakville）是位於美國加利福尼亞州納帕縣的一個人口普查指定地區。

## 地理
奧克維爾的座標為38°26′13″N 122°24′04″W / 38.43694°N 122.40111°W，而該地最高點為海拔高度47米（即154英尺）。

## 人口
根據2010年美國人口普查的數據，奧克維爾的面積為3.522平方千米，當中陸地面積為3.522平方千米，而水域面積為0.000平方千米。當地共有人口71人，而人口密度為每平方千米20人。